# Par instinct
Pour plus de détails, voir Fiche technique et Distribution.
Par instinct est un film dramatique français réalisé par Nathalie Marchak, sorti en 2017.

## Synopsis
Au sommet de sa carrière d'avocate, Lucie se rend en voyage d'affaires  au Maroc, loin de son mari. Arrivée à Tanger, elle est frappée par le  bouillonnement chaotique de cette ville où tout semble pouvoir advenir. Quand, venue de nulle part, une  adolescente nigériane lui confie son bébé et lui demande de le protéger, elle est complètement déboussolée. Dans les bas-fonds de la ville, Lucie va pourtant chercher à sauver cette jeune fille d'un dangereux trafic. C'est sans compter sur l'attachement de plus en plus fort qu'elle ressent pour l'enfant...

## Fiche technique
- Titre : Par instinct
- Réalisation : Nathalie Marchak
- Scénario : Nathalie Marchak
- Photographie : David Cailley
- Montage : Anita Roth
- Décors : Sebastian Birchler
- Costumes : Sandrine Weill
- Musique : Alexandre Azaria
  - Producteur délégué : Laura Briand
- Producteurs : Nathalie Marchak
- Sociétés de production : Les Films d'ici, et Nida Films
- Société de distribution : Condor Distribution
- Pays d'origine :  France
- Langue : français
- Genre : drame
- Durée : 87 minutes
- Dates de sortie : 
  -  France : 15 novembre 2017

## Distribution
- Alexandra Lamy : Lucie
- Brontis Jodorowsky : Oscar
- Sonja Wanda : Beauty
- Ralph Amoussou : Tony
- Bruno Todeschini : Clément
- Farida Ouchani : Mama Aïsha
- Endurance : Owell
- Khadija Adly : Sage-femme
- Hélène Bizot : l'échographiste

## Musique
Sauf indication contraire ou complémentaire, les informations mentionnées dans cette section proviennent du générique de fin de l'œuvre audiovisuelle présentée ici.
- My Love par Moira Conrath.
- Nini ya Momo par Sahar Seddiki.
- Ready to Dance par Angie Berthias-Cazaux.
- Like a Ghost in the Winter par Gregg Michel.

### Bande originale
Par Alexandre Azaria :
- Filature, durée : 4 min 44 s.
- La recherche, durée : 52 s.
- Les bijoux, durée : 3 min 7 s.
- La police, durée : 2 min 51 s.
- Nous deux, durée : 1 min 1 s.
- La maison (Suite), durée : 10 min 54 s.
- Un long voyage, durée : 4 min 6 s.
- Follow Me, durée : 1 min 41 s.
- L'étoile manquante, durée : 1 min 52 s.
- Beauty, durée : 3 min 50 s.

## Accueil

### Accueil critique
En France, le site Allociné propose une note moyenne de 2,5⁄5 à partir de l'interprétation de critiques provenant de 18 titres de presse.